# Ian Johnson
John Thomson Johnson, detto Ian (Motherwell, 1930 – Motherwell, 2001), è stato un pallanuotista britannico.
Ha disputato le Olimpiadi di Londra 1948 e di Helsinki 1952.
Ha indossato anche la canotta della Scozia.